# Cort MBC-1 Matthew Bellamy Signature
Cort MBC-1 — іменна гітара Метью Белламі — фронтмена гурту Muse, яка була спроєктована ним і Г'ю Менсоном в співробітництві з компанією Cort. Запущена в серійне виробництво в 2015 році в Індонезії. Гітара розроблена на основі кастомної серії Manson MB Series. Отримала численні відзнаки, у тому числі нагороду MIA Awards як «Електрогітара 2015 року».

## Історія створення
Співпраця Метью Белламі та Г'ю Менсона почалася в кінці 90-х років і триває досі. Разом з тим, як гурт Muse ставав популярнішим, зростала і цікавість до гітар, на яких він грає. І до Менсона почали звертатись люди, з проханням відтворити гітару Белламі. Відтак, у 2009 році з'явилась Manson MB Series, яка, по суті, була реплікою його особистої гітари Manson M1D1. Але їх виготовлення було трудомістким, ціною більше 3,000 £, тому виготовлялись тільки по передоплаті. У зв'язку з цим, Белламі і Менсон задумали створити недорогу версію гітари (дешевше 1,000£), тож з 2012 року почали шукати виробників, які зможуть втілити їх ідеї. Після багатьох відмов, Менсон вирішив зв'язатись з одним з найбільших виробником гітар, компанією Cort.
|              | Я пішов на фабрику і був сильно вражений їх увагою до деталей. На кожній виробничій стадії неймовірний процес перевірки. Виробництво звукознімачів відбувається на передовому рівні і вони дійсно бажали вислухати мої погляди на виробництво гітар. Тож це був виграш для всіх.Оригінальний текст (англ.) I went to the factory and was completely blown away by the attention to detail. At every single production stage there’s unbelievable checking processes. The pickup manufacturing is state-of-the-art, and they were really keen to listen to my outlook on making guitars. So it was win-win all around. |
| — Г'ю Менсон | |

Белламі брав активну участь у створені гітари, випробовуючи кожен прототип і даючи вказівки, що треба змінити. Найбільше часу зайняло створення гітарного анкера, грифу і звукознімачів, які було важко відтворити на фабриці. Зазвичай, гітари з матовим покриттям дуже маркі і в цій моделі цього хотіли уникнути. Тому знайшли фірму в Голландії, яка зробила покриття не тільки менш марким, а стійким до механічних пошкоджень.
Про вихід даної гітари було оголошено на початку грудня 2014 року, а прем'єра відбулась на виставці NAAM в січні 2015 з ціною 500£.
На тій же виставці 2016 року оголошено про випуск версії в новому кольорі — Red Sparkle, а також моделі для лівшів в чорному кольорі.
На виставці Manson Guitar Show 2017 було представлено нову спеціальну версію гітари Cort MBC-1 Matt White Show Special Stormtrooper Edition, ціною в 1 199£. Її корпус має матовий білий колір (голова грифу чорна), бриджовий гамбакер Manson MBK-2 і Sustainiac Pro в нековій позиції.

## Конструкція
Гітара має суцільний корпус, виготовлений із липи і формою нагадує Telecaster. Кленовий гриф змішаного радіусу має 22 лади і накладку із палісандру, маркери ладів. Ширина грифу на першому ладі — 43 мм, на 22-му — 56 мм, товщина на першому ладі 21 мм, на 12-му — 23 мм. Лади середнього розміру, виготовлені з нікелю. Ширина ладу на 1 — 305 мм, на 24 — 400 мм. Мензура — 648 мм. Електроніка хромованого кольору, включаючи замкові кілки Cort і брідж Tune-o-matic з тримачем. На голівці грифа спереду розміщений логотип Cort і підпис Метью Белламі, ззаду — логотип Manson, серійний номер та ін. Звукознімачі Manson — нековий сингл і гамбакер на бріджі. Управління здійснюється регуляторами гучності, тону і 3-х позиційним перемикачем звукознімачів.
Особливістю даної гітари є кнопка, що носить назву killswitch або kill button, яка миттєво заглушує звучання інструменту.

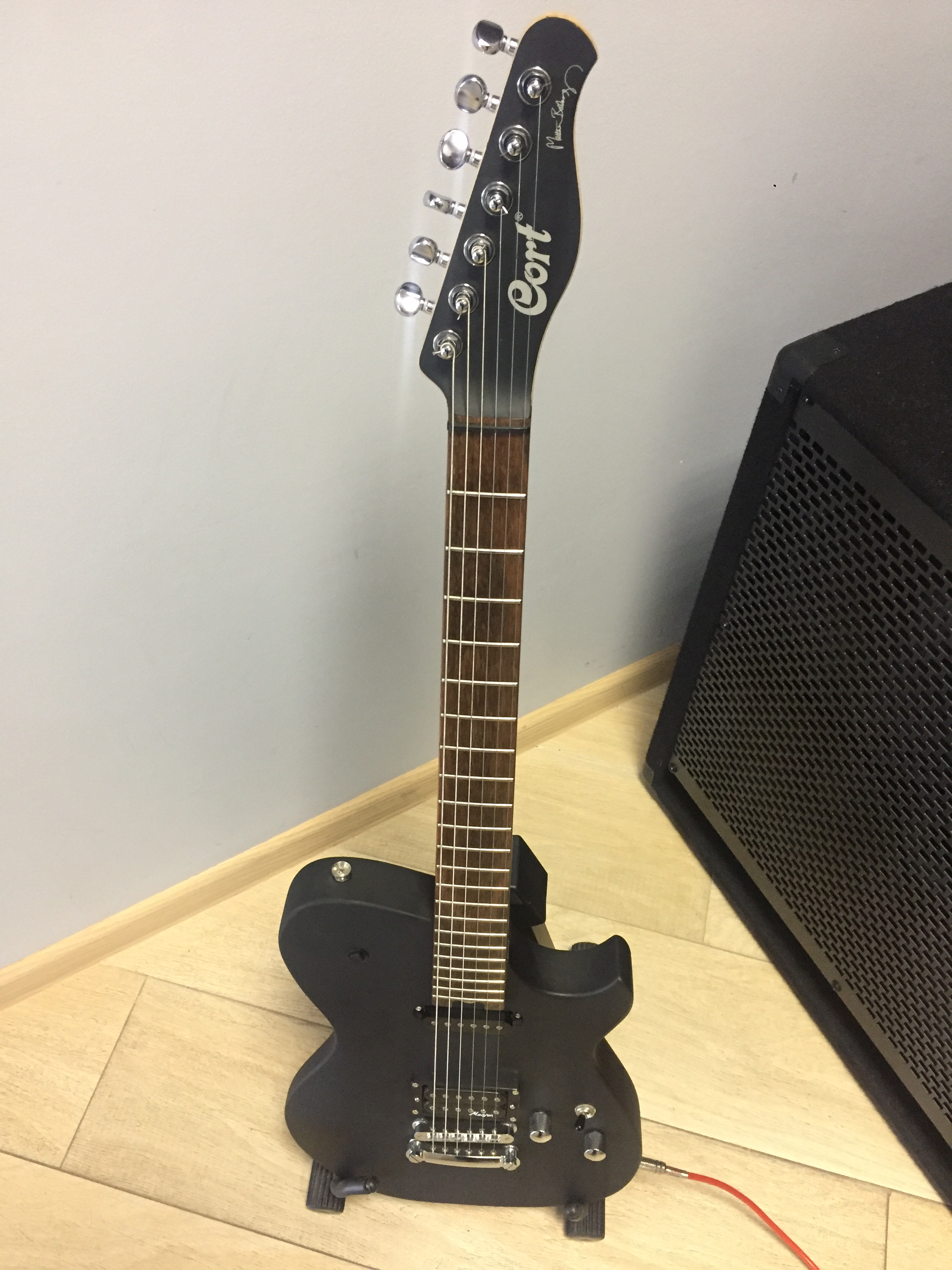
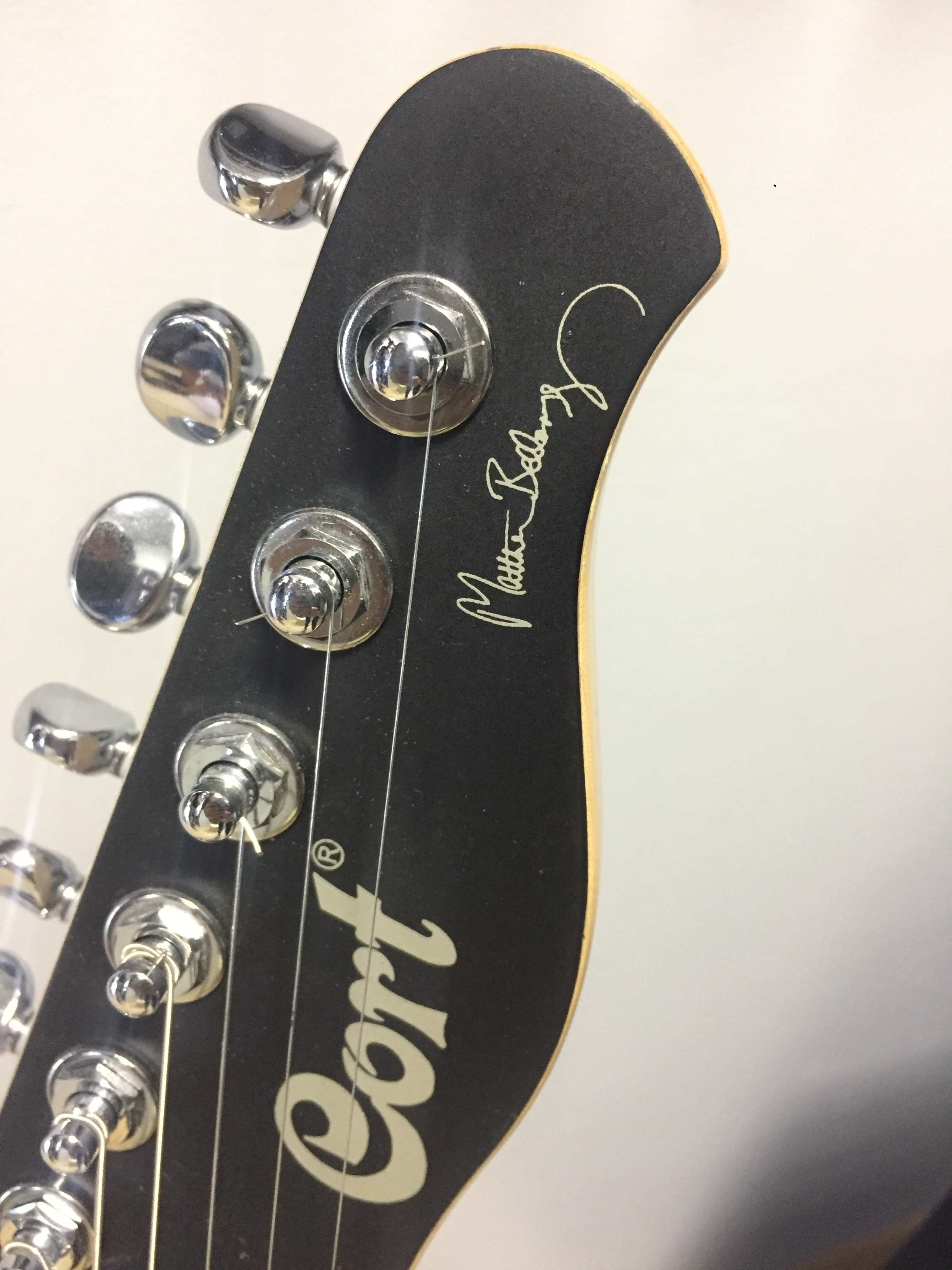
Голівка грифа зпереду з брендовим написом і автографом
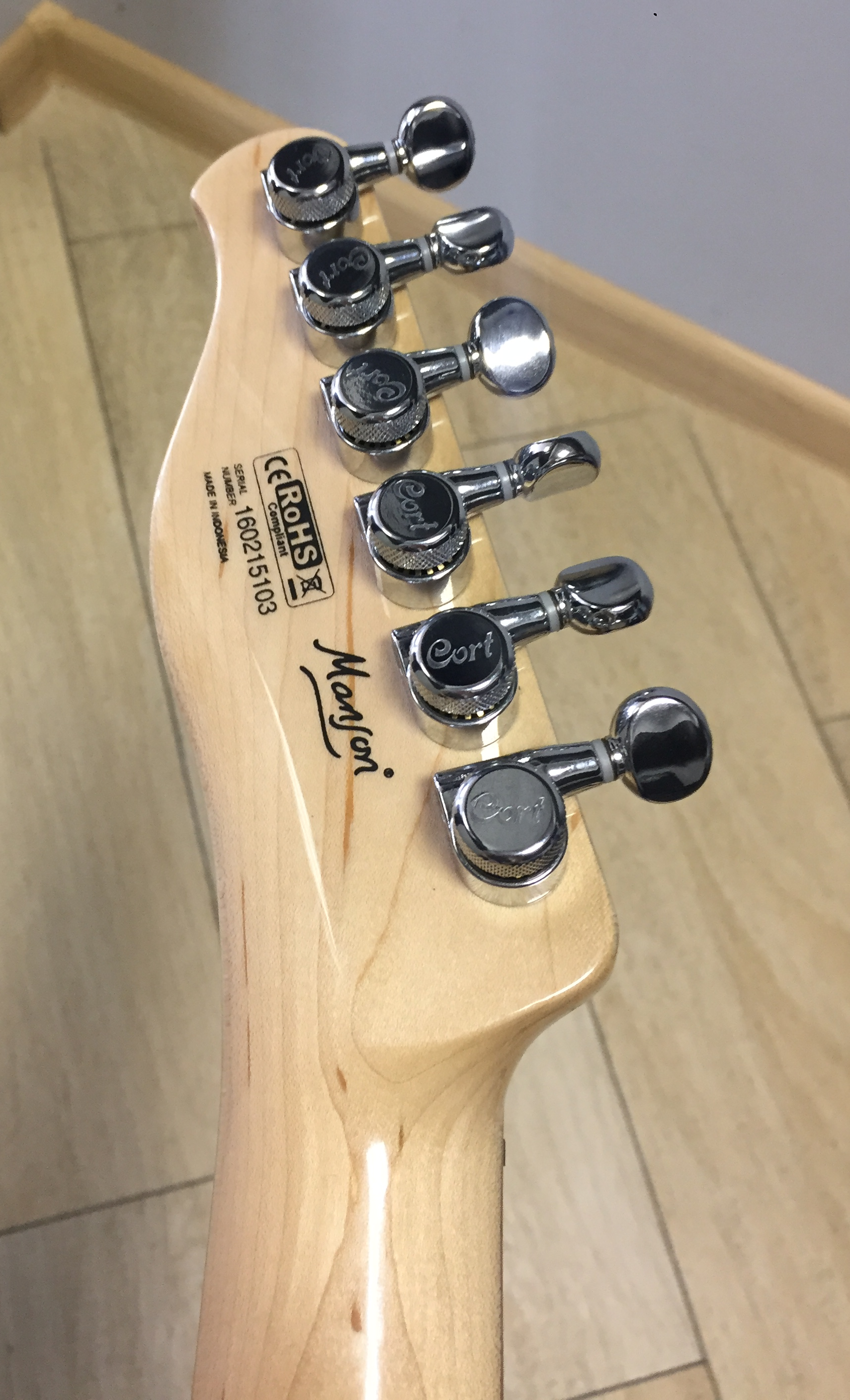
Голівка грифа ззаду з серійним номером
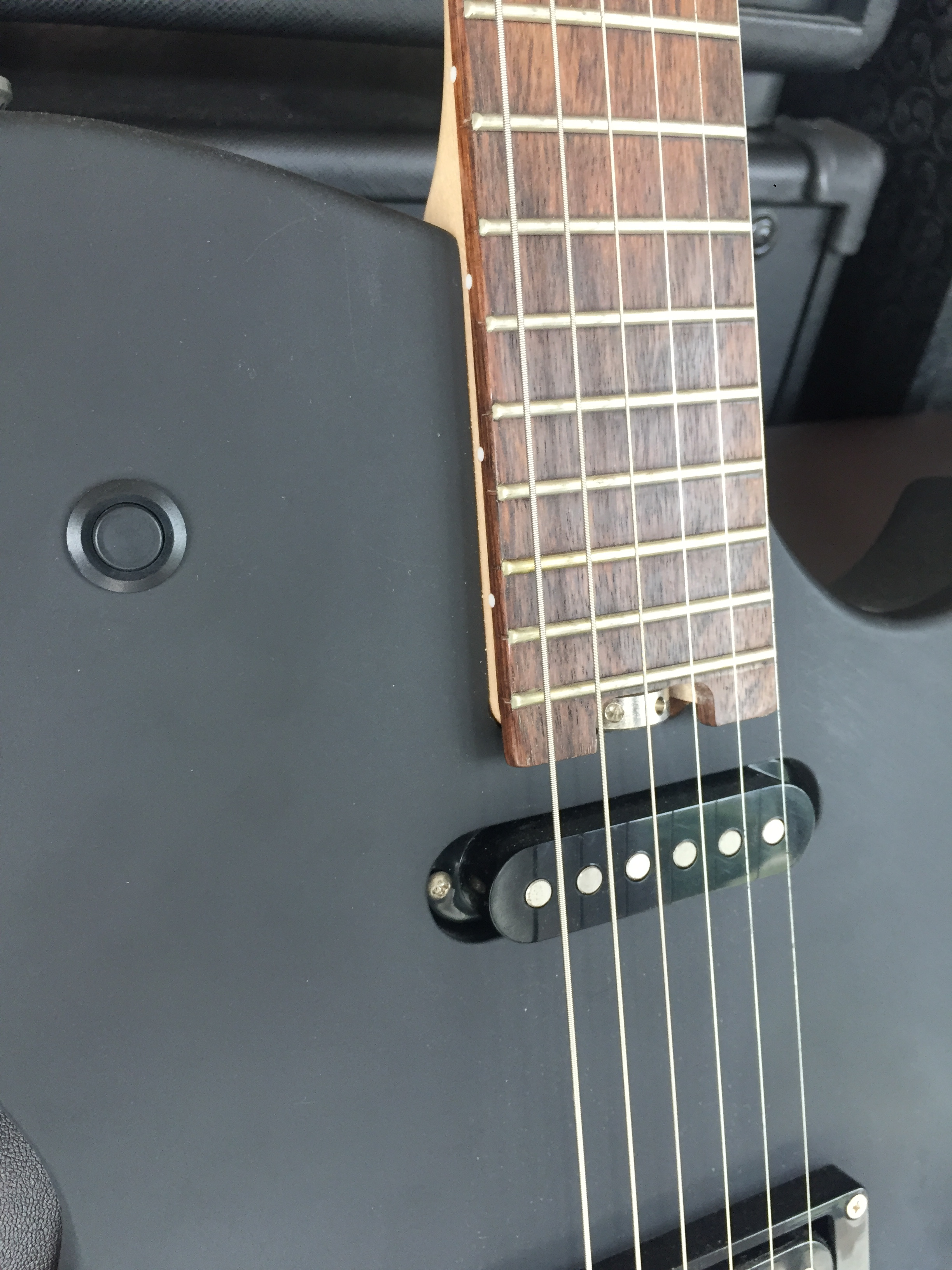
Killswitch і нековий сингл
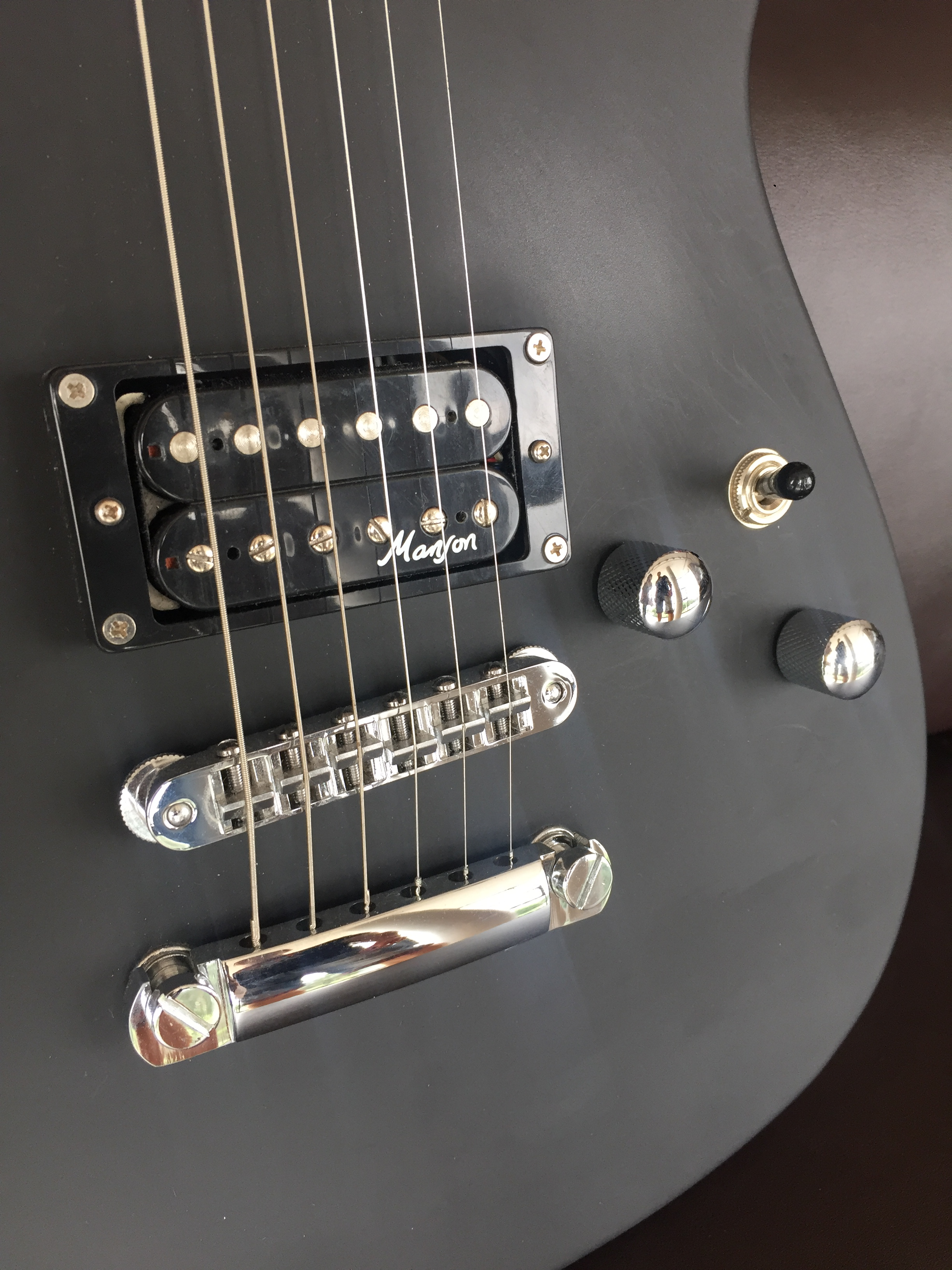
Tune-o-matic і хамбакер
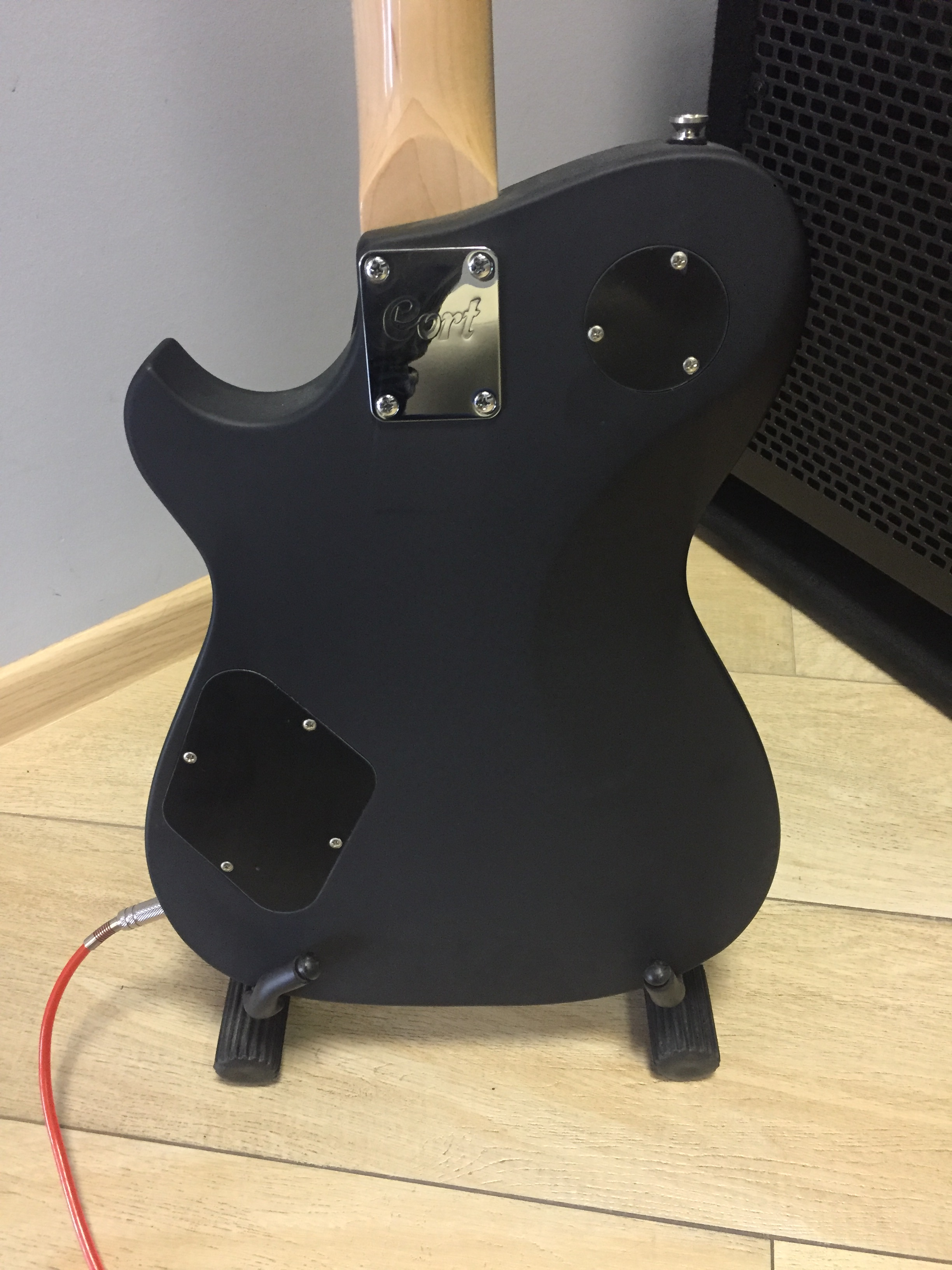
Гітара ззаду

### Різновиди і модернізація

Спеціальне видання Cort MBC-1 Matt White

Cort MBC-1 доступний в таких модифікаціях:
- MBC-1 MBLK — матовий чорний (англ. Matt Black).
- MBC-1 RS — червона іскра (англ. Red Sparkle)
- MBC-1 LH — версія для шульг (тільки у матовому чорному кольорі).
- MBC-1 Matt White Show Special Stormtrooper Edition — спеціальне видання у сніжно-білому кольорі.

Manson Guitar Works пропонують модернізацію гітари за додаткову плату, а саме:
- заміну регуляторів і кілочків;
- заміна хромованої електроніки на «невидиму» чорну (тільки для чорної моделі);
- встановлення сустейну Sustainiac Pro;
- встановлення ефекту Z.Vex Fuzz Factory[en].

## Огляд звуку і ергономічність
Гітара виготовлена з особливою уважністю до деталей, має високу акустичну чутливість і змішаний радіус грифу, що є не частими явищами для інструментів в цій ціновій категорії. Два звукознімача від Manson виготовлені на алнікових магнітах 5 покоління (Alnico V). Гамбакер має щільні середні і хрусткі високі частоти. Сингл в порівнянні звучить слабіше, хоча це виправляється налаштуванням підсилювача і підійде для ритм-партій.

## Нагороди, номінації і відзнаки
Ця модель у 2015 році була номінована на премії Music and Sound Award і MIA Award, як «Найкраща електрогітара» і «Електрогітара року» відповідно, та здобула перемогу в останній. Також, отримала відзнаку від Premier Guitar, а журнал Total Guitar назвав її «Найкращою покупкою» (5/5).
| Рік  | Номіновано | Категорія                                              | Нагорода                           | Результат | Дж     |
| ---- | ---------- | ------------------------------------------------------ | ---------------------------------- | --------- | ------ |
| 2015 | Cort MBC-1 | Найкраща електрогітара (англ. Best Electric Guitar)    | Music and Sound Awards             | Номінація | [ 14 ] |
| 2015 | Cort MBC-1 | Електрогітара року (англ. Electric Guitar of the Year) | Music Industries Association Award | Перемога  | [ 15 ] |